# 蒂鲁帕图尔
蒂鲁帕图尔（Tirupathur），是印度泰米尔纳德邦Sivaganga县的一个城镇。总人口23354（2001年）。

## 人口
该地2001年总人口23354人，其中男性11587人，女性11767人；0—6岁人口2501人，其中男1335人，女1166人；识字率77.35%，其中男性为82.59%，女性为72.18%。